# Diocesi di Achonry

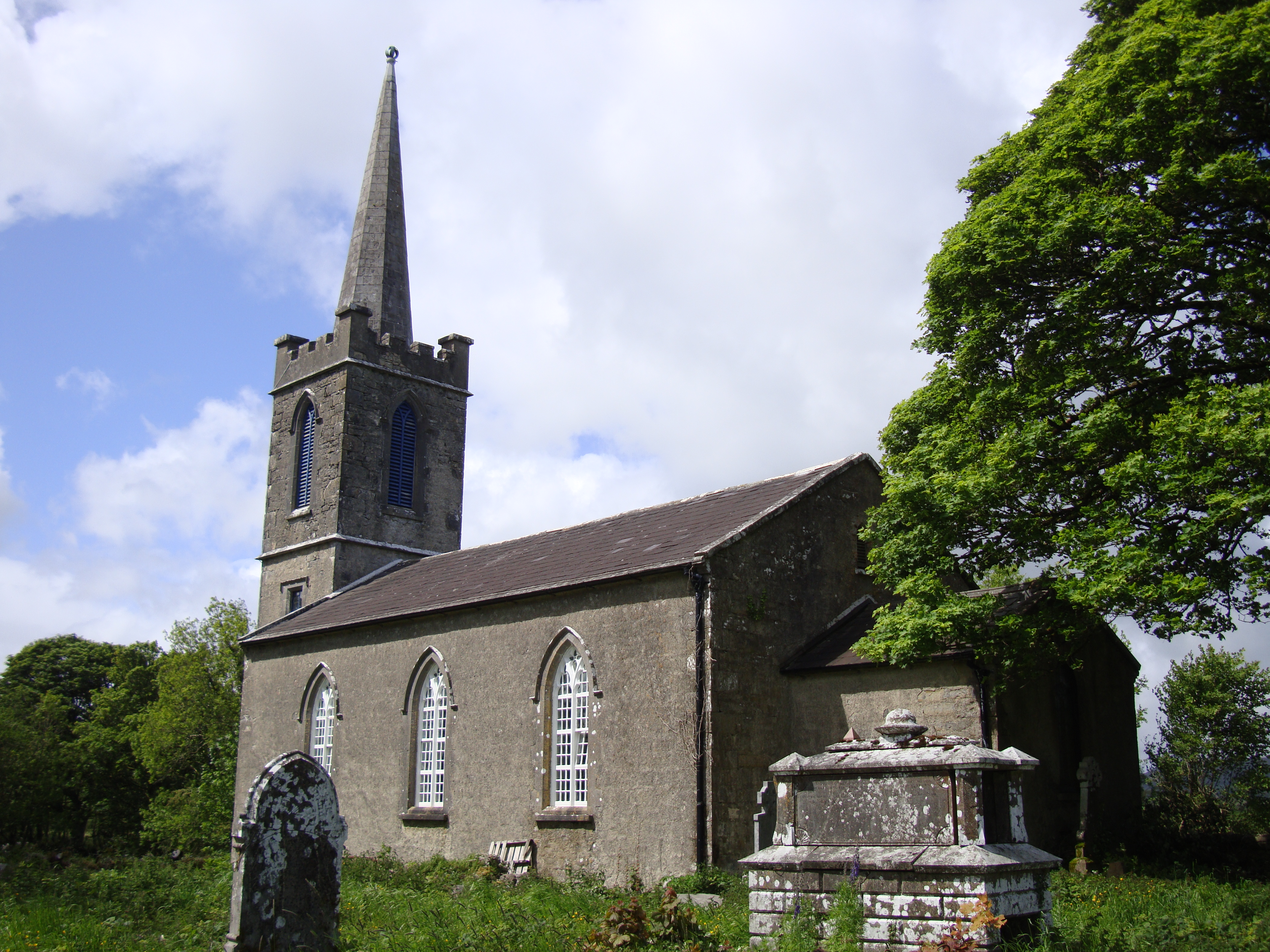
L'antica cattedrale di Achonry, la St. Crumnathy's cathedral, confiscata dagli anglicani nel XVI secolo, oggi sconsacrata.

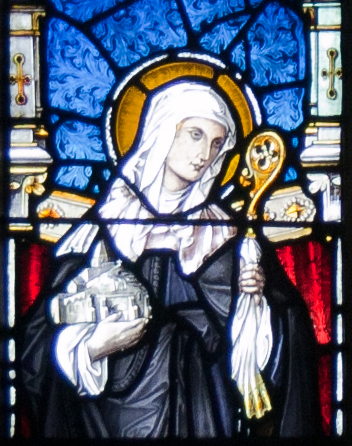
Santa Attracta (Saint Athracht, Naomh Adhracht), patrona della diocesi.

La diocesi di Achonry (in latino Dioecesis Achadensis) è una sede della Chiesa cattolica in Irlanda suffraganea dell'arcidiocesi di Tuam. Nel 2022 contava 37.222 battezzati su 40.541 abitanti. È retta dal vescovo Kevin Doran.

## Territorio
La diocesi si trova nella parte nord-occidentale dell'Irlanda ed è racchiusa tra le diocesi di Killala e di Elphin e l'arcidiocesi di Tuam. Comprende i seguenti centri abitati:
- nella contea di Sligo: Coolaney, Ballymote, Collooney, Ballysadare, Keash, Achonry, Bunninadden, Gorteen, Curry, Tubbercurry, Toorlestraun;
- nella contea di Mayo: Carracastle, Charlestown, Bonniconlon, Attymass, Foxford, Killasser, Straide, Swinford, Bohola e Kiltimagh;
- nella contea di Roscommon: Ballaghaderreen.

Sede vescovile è la città di Ballaghaderreen, dove si trova la cattedrale dell'Annunciazione e di San Nathy. Nel villaggio di Achonry si trova l'antica cattedrale, oggi sconsacrata.
Il territorio si estende su 896 km² ed è suddiviso in 23 parrocchie, di cui 11 nella contea di Sligo, 11 nella contea di Mayo ed una, la cattedrale, in quella di Roscommon.

## Storia
La diocesi ha origine dal monastero eretto da san Finnian, morto nel 552, che scelse come primo superiore san Nateo o Nathí. Poco si conosce di questa antica sede nel corso del I millennio. Si trattava tuttavia di una sede monastica, come tutte le altre diocesi irlandesi dell'epoca, con giurisdizione su Achad Cain o Achad Conaire, e non è chiaro quanti abati abbiano avuto anche la consacrazione episcopale: lo stesso fondatore san Nateo era probabilmente un semplice prete.
Achonry rimase sede monastica fino al XII secolo, quando fu adottato anche in Irlanda il modello di organizzazione ecclesiastica dell'Europa continentale. Benché non sia menzionata nel sinodo di Rathbreasail del 1111, il sinodo di Kells del 1152 ne fece una suffraganea dell'arcidiocesi di Tuam e stabilì per la prima volta i confini della diocesi, che sono i medesimi di oggi. A questo sinodo prese parte il primo vescovo noto di Achonry, Maelruan O'Ruadan.
In seguito allo scisma anglicano del 1534, voluto da Enrico VIII d'Inghilterra, la diocesi visse un periodo di profonda crisi; in questo periodo si distinse in modo particolare il vescovo Owen O'Harte, scelto su raccomandazione del gesuita David Wolfe, e che in seguito divenne amministratore dell'arcidiocesi di Armagh e nel 1575 ricevette poteri speciali per tutta la provincia ecclesiastica di Tuam. Nel 1587 lo stesso O'Harte prese parte al sinodo che promulgò nella provincia dell'Ulster i decreti del concilio di Trento. Alla sua morte, la diocesi visse un lungo periodo di vacanza che durò tutto il XVII secolo: solo per quattro di questi cento anni Achonry ebbe un vescovo, per il resto del tempo fu governata da vicari apostolici.
I vescovi risiedono a Ballaghaderreen dal 1818, anche se la diocesi ha mantenuto l'antico nome medievale. La cattedrale fu costruita durante l'episcopato di Patrick Durcan a metà del XIX secolo e terminata sotto il vescovo John Lyster. A questo stesso vescovo si deve anche la costruzione del seminario diocesano.
Dal 16 febbraio 2025 è unita in persona episcopi alla diocesi di Elphin.

## Cronotassi dei vescovi
Si omettono i periodi di sede vacante non superiori ai 2 anni o non storicamente accertati.
- San Nateo o Dathí † (VI secolo)
- Maelruan O'Ruadan † (prima del 1152 - 1170 deceduto)
- Gilla O'Ruadan † (? - 1214 deceduto)
- Clemens O'Sinadaig † (? - 1219 deceduto)
- Cormac O'Tarpa † (? - 25 gennaio 1226 deceduto)
- Gilla O'Clery † (? - 1230 deceduto)
- Thomas O'Ruadan † (? - 1237 deceduto)
- Aengus O'Clumain † (1238 - 1250 dimesso)
- Thomas O'Miachain † (1251 - 1265 deceduto)
- Denis O'Miachain † (1266 - novembre 1285 deceduto)
- Benedict O'Brian † (1286 - 1311 deceduto)
- Murchard O'Hara † (prima del 1327 - 1344 deceduto)
- David † (circa 1345 - 1348 deceduto)
- Nicholas O'Hedram † (22 ottobre 1348 - 1373 deceduto)
- William Andrew, O.P. † (17 ottobre 1373 - 1380 nominato vescovo di Meath)
- Simon, O.Cist. † (menzionato nel 1387)
- John † (13 settembre 1396 - ?)
- Brian O'Hara † (26 gennaio 1401 - 1409 deceduto)
- Magonus Chradani † (14 aprile 1410 - ?)
- Donat † (? - circa 1424 deceduto)
- Richard Belmer, O.P. † (12 aprile 1424 - 1435 deceduto)
- Nicholas O'Daly, O.P. † (3 settembre 1436 - ?)
- James Blakedon, O.P. † (15 ottobre 1442 - 7 febbraio 1453 nominato vescovo di Bangor)
- Cornelius Omochray † (15 ottobre 1449 - ?)
- Cormak Ykassy, O.S.A. † (1463)[2]
- Benedict † (2 novembre 1463 - ?)
- Nicholas Forden † (22 ottobre 1470 - ?)
- Robert Wellys, O.F.M. † (luglio 1473 - ?)
- Bernard † (? - 1488 o 1489 deceduto)
- Juan Bustamante † (23 settembre 1489 - ?)
- Richard † (? - 1492 deceduto)
- Thomas Ford, O.S.A. † (8 ottobre 1492 - ?)
- Eugene O'Flanagan, O.P. † (22 dicembre 1508 - ?)
- Cormac ? † (menzionato nel 1523)
- Thomas O'Figillay, O.E.S.A. † (15 giugno 1547 - 30 agosto 1555 nominato vescovo di Leighlin)
- Cormac O'Coyn †
- Owen O'Harte, O.P. † (28 gennaio 1562 - 1603 deceduto)
  - Sede vacante (1603-1641)
- Louis Dillon, O.F.M.Obs. † (16 settembre 1641 - 1645 dimesso o deceduto)
  - Sede vacante (1645-1707)
- Hugh MacDermot † (30 aprile 1707 - circa 1725 deceduto)
- Dominic O'Daly, O.P. † (20 settembre 1725 - 1735 deceduto)
- John O'Hart † (30 settembre 1735 - prima del maggio 1739 deceduto)
- Walter Blake † (13 agosto 1739 - prima del 28 luglio 1758 deceduto)
- Patrick Robert Kirwan † (21 agosto 1758 - aprile 1776 deceduto)
- Philip Phillips † (1º luglio 1776 - 22 novembre 1785 nominato arcivescovo di Tuam)
- Boetius Egan † (22 novembre 1785 - 4 gennaio 1788 nominato arcivescovo di Tuam)
- Thomas O'Connor † (4 gennaio 1788 - 18 febbraio 1803 deceduto)
- Charles Lynan † (13 maggio 1803 - 18 febbraio 1808 deceduto)
- John O'Flynn † (30 giugno 1809 - 17 luglio 1817 deceduto)
- Patrick MacNicholas † (17 marzo 1818 - 11 febbraio 1852 deceduto)
- Patrick Durcan † (4 ottobre 1852 - 1º maggio 1875 deceduto)
- Francis McCormack † (1º maggio 1875 succeduto - 26 aprile 1887 nominato vescovo di Galway e Kilmacduagh)
- John Lyster † (21 febbraio 1888 - 17 gennaio 1911 deceduto)
- Patrick Morrisroe † (13 maggio 1911 - 27 maggio 1946 deceduto)
- James Fergus † (15 febbraio 1947 - 17 marzo 1976 ritirato)
- Thomas Flynn † (30 dicembre 1976 - 20 novembre 2007 ritirato)
- Brendan Kelly (20 novembre 2007 - 11 dicembre 2017 nominato vescovo di Galway e Kilmacduagh)
  - Sede vacante (2017-2020)
- Paul Dempsey (27 gennaio 2020 - 10 aprile 2024 nominato vescovo ausiliare di Dublino[3])
- Kevin Doran, dal 16 febbraio 2025[4]

## Statistiche
La diocesi nel 2022 su una popolazione di 40.541 persone contava 37.222 battezzati, corrispondenti al 91,8% del totale.
| anno | popolazione | popolazione | popolazione | presbiteri | presbiteri | presbiteri | presbiteri                | diaconi | religiosi | religiosi | parrocchie |
| anno | battezzati  | totale      | %           | numero     | secolari   | regolari   | battezzati per presbitero | diaconi | uomini    | donne     | parrocchie |
| ---- | ----------- | ----------- | ----------- | ---------- | ---------- | ---------- | ------------------------- | ------- | --------- | --------- | ---------- |
| 1901 | 80.553      | 82.795      | 97,2        | 50         | 50         | 0          | 1.611                     |         | ?         | ?         | 22         |
| 1950 | 53.720      | 55.000      | 97,7        | 88         | 80         | 8          | 610                       |         | 8         | 210       | 22         |
| 1959 | 46.330      | 47.146      | 98,3        | 86         | 78         | 8          | 538                       |         | 8         | 228       | 22         |
| 1970 | 40.000      | 40.620      | 98,5        | 86         | 73         | 13         | 465                       |         | 17        | 220       | 22         |
| 1980 | 39.200      | 39.700      | 98,7        | 70         | 67         | 3          | 560                       |         | 11        | 140       | 23         |
| 1990 | 39.201      | 39.356      | 99,6        | 63         | 59         | 4          | 622                       |         | 6         | 95        | 23         |
| 1999 | 32.500      | 33.150      | 98,0        | 63         | 61         | 2          | 515                       |         | 3         | 100       | 23         |
| 2000 | 34.204      | 35.205      | 97,2        | 51         | 49         | 2          | 670                       |         | 2         | 97        | 23         |
| 2001 | 34.405      | 35.237      | 97,6        | 48         | 47         | 1          | 716                       |         | 1         | 96        | 23         |
| 2002 | 34.826      | 35.680      | 97,6        | 47         | 46         | 1          | 740                       |         | 1         | 95        | 23         |
| 2003 | 35.224      | 36.568      | 96,3        | 47         | 46         | 1          | 749                       |         | 1         | 89        | 23         |
| 2004 | 35.224      | 36.568      | 96,3        | 50         | 49         | 1          | 704                       |         | 1         | 89        | 23         |
| 2005 | 35.752      | 37.464      | 95,4        | 46         | 45         | 1          | 777                       |         | 1         | 87        | 23         |
| 2006 | 35.752      | 37.464      | 95,4        | 48         | 48         |            | 744                       |         |           | 87        | 23         |
| 2011 | 34.950      | 36.600      | 95,5        | 50         | 50         |            | 699                       |         |           | 84        | 23         |
| 2012 | 35.100      | 36.700      | 95,6        | 50         | 49         | 1          | 702                       |         | 1         | 84        | 23         |
| 2015 | 36.234      | 39.000      | 92,9        | 42         | 41         | 1          | 862                       |         | 1         | 53        | 23         |
| 2018 | 36.234      | 39.500      | 91,7        | 38         | 37         | 1          | 953                       |         | 1         | 46        | 23         |
| 2020 | 36.720      | 40.000      | 91,8        | 34         | 33         | 1          | 1.080                     | 2       | 1         | 36        | 23         |
| 2022 | 37.222      | 40.541      | 91,8        | 36         | 34         | 2          | 1.033                     | 2       | 2         | 33        | 23         |